# 白起県
白起県（はくき-けん）は中華人民共和国河北省にかつて存在した県。現在の邢台市巨鹿県南西部に相当する。

## 概要
618年（武徳元年）、唐朝により設置された。621年（武徳4年）に廃止とされた。